# 精英公關
精英公關集團（英語：Elite PR Group）是台灣的一家公關企業，創立於1987年。

## 組織架構
精英公關的創辦人是畢業於政治大學數學系的孔誠志，其曾經擔任中國時報採訪中心副主任，離職後自主成立公關公司。
2003年，成立中國北京辦公室；2009年，成立中國上海分公司。2017年10月，精英公關與日本共同公關株式會社簽訂合作協議； 2018年，成立日本東京辦事處。

## 獲獎
精英旗下公司曾獲得多個公關和數位溝通獎項，包括：
- 亞洲公關大獎（PR Awards Asia）
  - 2015年度「健康醫療類專案獎」銀獎－"Looking for Mr. Hsieh /Mr.PE!" Let's turn the unspeakable into embraceable![6]
  - 2015年度「健康醫療類專案獎」銅獎－Atten-tion! Take treatment order, life gets longer![6]
  - 2017年度「健康醫療類專案獎」銀獎－#HPVaway Campaign: Yes Love, No Cervical Cancer![7]
  - 2018年度「健康醫療類專案獎」金獎－#HPVaway , #DoItNow Together!![8][9]
- 中國國際公共關係協會（CIPRA）第十一屆中國最佳公共關係案例大賽兩項大獎[10]
- 財團法人公共關係基金會
  - 2012年度傑出公關獎「政府公關獎」－2011台灣設計年[11][12]